# Brive-la-Gaillarde-Nord-Ouest
Tổng Brive-la-Gaillarde-Nord-Ouest là một tổng của Pháp tọa lạc tại tỉnh Corrèze trong vùng Lumousin. Michel Da Cunha thuộc PS đã được bầu làm Tổng ủy viên hội đồng vào ngày 25 tháng 3 năm 2008 với hơn 72% phiếu bầu.

## Địa lý
Tổng này được tổ chức xung quanh Brive-la-Gaillarde trong quận Brive-la-Gaillarde. Độ cao khu vực này là 102 m (Brive-la-Gaillarde) à 315 m (Brive-la-Gaillarde) độ cao trung bình trên mực nước biển là 142 m.

## Hành chính
| Giai đoạn | Ủy viên         | Đảng | Tư cách |
| --------- | --------------- | ---- | ------- |
| 2008-2011 | Michel Da Cunha | PS   |         |
| 2004-2008 | Philippe Nauche | PS   | député  |

### Kết quả bầu cử từng phần ngày 18 và 25 tháng 3 năm 2008
- Michel Da Cunha (PS) (suppléante: Line-Rose Mazaudoux (PCF)
- Marie Findeling (UMP) (suppléant: Ali Güven (UMP)
- Françoise Moreau (FN)
- Sylviane Vérité (Les Verts)

### Kết quả bầu cử tổng này ngày 21 tháng 3 năm 2004
- Philippe Nauche (PS)
- Guy Auger (UMP)
- Jean-Pierre Nadin (UDF)
- Raymond Feral (FN)
- Ahmed Menasri (Đảng xanh)
- Francisco Ponce-Macias (PCF)

## Phân chia đơn vị hành chính
| Xã                 | Dân số     | Mã bưu chính | Mã insee |
| ------------------ | ---------- | ------------ | -------- |
| Brive-la-Gaillarde | 49 141 (1) | 19100        | 19031    |

(1) fraction de commune.

## Thông tin nhân khẩu
| 1962                                                     | 1968 | 1975 | 1982 | 1990 | 1999 |
| -------------------------------------------------------- | ---- | ---- | ---- | ---- | ---- |
| -                                                        | -    | -    | -    | -    | -    |
| Nombre retenu à partir de 1962 : dân số không tính trùng |      |      |      |      |      |